# Muntbus
Een muntbus (Engels: pyx, box) is een afgesloten bus waarin zo nu en dan ter controle munten uit de productie werden gegooid.